# Kristóf Papp
Kristóf Papp (Kerepestarcsa, 14 maggio 1993) è un calciatore ungherese, centrocampista del Paks.

## Palmarès

### Club

#### Competizioni nazionali
- Coppa d'Ungheria: 2

Paks: 2023-2024, 2024-2025